# Heritage Library of African Peoples
Die Heritage Library of African Peoples (Bibliothek des Erbes der afrikanischen Völker) ist eine von George C. Bond (Institute of African Studies, Columbia University) unter Mitwirkung verschiedener Fachleute herausgegebene monographische Reihe, die ab 1994 in New York bei der Rosen Publishing Group erschien. Die im Umfang knapp gehaltenen Bände (64 Seiten) sind eine überwiegend an ein jugendliches Lesepublikum gerichtete Buchreihe mit Einführungstexten zu verschiedenen Völkern Afrikas. Die sechsundfünfzig erschienenen Titel bieten ein lebendiges und facettenreiches Porträt einiger in Afrika lebenden Völker.
George C. Bond, der Direktor des Institute of African Studies (IAS) an der Columbia University, führt seine Leser mit den folgenden Worten ein: “There is every reason to know something about Africa and to understand its past and the way of life of its peoples... To be human is to be of African descent.” („Es gibt allen Grund, etwas über Afrika zu wissen und seine Vergangenheit und die Lebensweise seiner Völker zu verstehen... Ein Mensch zu sein bedeutet, afrikanischer Abstammung zu sein.“)
Ein jedes Buch der Reihe erfasst methodisch die zeitgenössische Kultur, die soziopolitische Dynamik und die Lebensweise sowie historisch bedeutsame Ereignisse und Rituale – wobei der Schwerpunkt auf einer vollständigen und genauen Beschreibung der indigenen schwarzen Völker des Kontinents liegt. Am Ende befindet sich jeweils ein Glossar, ein Index und eine kurze Vorstellung des Autors.
Die Reihe ist unterteilt in die Bereiche Ostafrika, Westafrika, Zentralafrika und Südliches Afrika. Im Einzelnen behandelt werden sollten laut Plan offenbar folgende Völker (in den Schreibungen der einzelnen Buchtitel):

## East Africa
- 1 Maasai (Paul Tiyambe Zeleza)
- 2 Kipsigis (Abdul Karim Bangura)
- 3 Luo (Awuor Ayodo)
- 4 Elmolo (Ursula Gaertner)
- 5 Turkana (C. Ifemesia)
- 6 Akamba (Tiyambe Zeleza)
- 7 Agikuyu (Wanjiku Mukabi Kabira)
- 8 Mijikenda (Paul Tiyambe Zeleza)
- 9 Meru
- 10 Booran (Gemetchu Megerssa)
- 11 Pokot (Ciarunji Chesaina)
- 12 Gabra (Aneesa Kassam)
- 13 Samburu (Jon Holtzman)
- 14 Rendille (Ronald G Parris)

## West Africa
- 15 Asante (Faustine Ama Boateng)
- 16 Dogon (Chukwuma Azuonye)
- 17 Igbo (Kalu Ogbaa)
- 18 Soninke (C. O. Nwanunobi)
- 19 Malinke (C. O. Nwanunobi)
- 20 Ewe (E Ofori Akyea)
- 21 Fante (Chika Okeke)
- 22 Fulani (Pat I. Ndukwe)
- 23 Hausa (Ronald G. Parris)
- 24 Mossi (Kibibi Mack-Williams)
- 25  Bini [Edo]: the Bini people of the Benin Kingdom (Chukwuma Azuonye)
- 26 Songhay (Tunde Adeleke)
- 27 Wolof (Tijan M Sallah)
- 28 Yoruba (Michael O. Anda)

## Central Africa
- 29 Azande
- 30 Bagirmi (Chukwuma Azuonye)
- 31 Banda
- 32 Bemba
- 33 Bulala
- 34 Fang (Chike Cyril Aniakor)
- 35 Gbaya (P. C. Burnham)
- 36 Kongo (Chika Okeke)
- 37 Kuba (Rebecca Leuchak)
- 38 Luba (Mary Nooter Roberts; Allen F Roberts)
- 39 Mangetu
- 40 Mbuti (Onukaba Adinoyi-Ojo)
- 41 Mongo
- 42 Teda

## Southern Africa
- 43 Batswana (Maitseo Bolaane; Part Themba Mgadla)
- 44 Chewa (John Peffer)
- 45 Herero (Ada Obi Udechukwu)
- 46 Khoi
- 47 Lozi (Ernest Douglas Brown)
- 48 Makonde (John Stoner)
- 49 Mbundu (Onwuka N Njoku)
- 50 Ndebele (E. A. Schneider)
- 51 Ngoni (Nwankwo T. Nwaezeigwe)
- 52 Shona (Gary Van Wyk; Robert Johnson, Jr.)
- 53 Swazi (Benson Omenihu A. Oluikpe)
- 54 Xhosa (Russell Kaschula)
- 55 Yao
- 56 Zulu (Zolani Ngwane).

Davon realisiert wurden die oben bereits mit Verfassern genannten sowie folgende Titel (vgl. bei worldcat.org im Einzelnen aufgeführte Bände):
- Ameru (Esther Wangari)
- Basotho (Gary Van Wyk)
- Chokwe (Manuel Jordan)
- Ejagham (Ut Röschenthaler)
- Hutu and Tutsi (Aimable Twagilimana)
- Khoekhoe (F. N. Anozie)
- Lobedu (Patricia Davison)
- Merina (Rebecca L. Green) (Leseprobe in der Google-Buchsuche)
- San (Megan Biesele; Kxao Royal)
- Tubu: the Teda and the Daza (Catherine Baroin)